# Angerona rufaria
Angerona rufaria là một loài bướm đêm trong họ Geometridae.